# Калитки
Кали́тки (вепс. kalitk, карел., люд. kalitt, kalittoa, лив.-карел. šipainiekku, фин. karjalanpiirakka, karjalan piiras) — небольшие открытые пирожки из ржаного пресного теста с различными начинками, наливками, намазками или припёками. Традиционное блюдо карельской, вепсской и северорусской кухни (Республика Карелия, Архангельская, Вологодская, Ленинградская, Новгородская и Мурманская области). Популярное блюдо финской кухни.

## История и происхождение названия
Слово «калитка» предположительно происходит от «калита» — старинного русского названия денежной сумки, кошеля. Калитки могли получить такое название за внешнее сходство с кошельком или мешочком, имеющим внутри содержимое. Пример народной этимологии, связывающий калитки с князем Иваном Калитой, отмечен в картотеке «Словаря русских говоров Карелии»: «Калитки называют от времени Калиты, Калита очень любил калитки, он воевал, а за ним шаньги тёплы носили».
Карельское название — kalittoa — предположительно, было заимствовано из русского языка.
В 2003 году калитки вошли в список товаров Европейского союза, защищённых по наименованию места происхождения (TSG, traditional specialities guaranteed); их рецептура охраняется законом и даже незначительные отступления от неё приводят к лишению производителей права производить пирожки под названием karjalanpiirakka.

## Рецепт
Карельские женщины говорили: «Калитка просит восьмёрки» (карел. Kalittoa kyzyy kaheksoa), то есть чтобы испечь калитки, нужно восемь компонентов: ржаная мука, вода, простокваша, соль, молоко, масло, сметана и начинка (ячневая или перловая крупа, картофель, рис, толокно).

### Тесто
Для приготовления теста используют ржаную муку или смесь ржаной и пшеничной муки, причём вместо ржаной муки можно использовать мякоть свежего чёрного хлеба в сочетании с пшеничной мукой. Тесто замешивается на простокваше или на сметане с добавлением небольшого количества воды. Тесто замешивается, пока не перестанет прилипать к рукам. После замешивания из теста делают маленькие шарики и раскатывают (сукают) из них сканцы диаметром 20—30 см.

### Начинка
Традиционная начинка калитки делается из ячневой крупы, замоченной в простокваше с топлёным маслом на 12 часов. Традиция допускает использование начинки и из перловой каши, сваренной на молоке. Современные виды начинки: картофельное пюре (по желанию заправленное сырым яйцом, луком, молоком, маслом, рублеными крутыми яйцами), пшено или рис, сваренный на молоке и заправленный маслом и крутыми яйцами.

### Приготовление
Начинку кладут в центр сканцев, края защипывают или слегка перекрывают ими начинку, собирая гармошкой так, что часть начинки остаётся открытой, а сами пирожки приобретают ту или иную форму. Русские калитки могут быть различной формы: круглые, овальные, четырёх-, пяти-, шестиугольные и даже семиугольные. Это придаёт калиткам чрезвычайно разнообразный вид, что часто соответствует разнообразию их начинки. Подготовленные калитки смазывают подсолённой смесью сметаны (возможно, с сырым яйцом) и выпекают на среднем или слабом огне в печи или духовке обычно не более 10—20 мин (в зависимости от температуры печи). Готовые калитки ещё горячими смазывают сливочным маслом.

## Виды
На Русском Севере (в Архангельской области) калитки пекут только круглой формы с картофельной начинкой на тонком сочне, из ржаной или пшеничной (желательно 2-го сорта) муки.